# Peloropeodes frater
Peloropeodes frater är en tvåvingeart som först beskrevs av Aldrich 1902.  Peloropeodes frater ingår i släktet Peloropeodes och familjen styltflugor.
Artens utbredningsområde är Grenada. Inga underarter finns listade i Catalogue of Life.